# Paracercopis fuscipennis
Paracercopis fuscipennis är en insektsart som först beskrevs av Haupt 1924.  Paracercopis fuscipennis ingår i släktet Paracercopis och familjen spottstritar. Inga underarter finns listade i Catalogue of Life.